# Radomir Dubovina
Radomir Dubovina (* 1. August 1953) ist ein ehemaliger bosnischer Fußballspieler. 

## Karriere
Dubovina hatte bei Bosna Visoko, Celik Zenica, NK Maribor und Rudar Velenje gespielt, bevor er nach Deutschland wechselte. Seine erste Station war der VfR Bürstadt, mit dem er in der 2. Bundesliga spielte. Von Bürstadt wechselte er zur SpVgg Fürth, für die er in 16 Spielen acht Tore erzielte und dann zu den Kickers Offenbach wechselte. Mit den Kickers war er in der Saison 1982/83 am Aufstieg in die Bundesliga beteiligt. Unter Trainer Lothar Buchmann und Mitspielern wie Valentin Herr, Uwe Bein und Franz Michelberger wurde der zweite Platz hinter dem SV Waldhof Mannheim belegt. In der anschließenden Bundesligasaison absolvierte Dubovina seine einzigen fünf Bundesligaspiele. Danach spielte er für den 1. FSV Mainz 05 in der Oberliga und für Viktoria Aschaffenburg und die SG Union Solingen in der 2. Bundesliga. Mit Solingen stieg Dubovina in die Oberliga ab, in der er ein weiteres Jahr spielte. Danach kehrte er zu den Kickers Offenbach zurück. Anschließend ließ er seine Karriere bei der SpVgg Langenselbold ausklingen.